# Walter Hübner (Verwaltungsjurist)
Walter Hübner (* 28. Oktober 1896 in Rauscha, Landkreis Görlitz (Schlesien); † 1965 in Sennestadt) war ein deutscher Verwaltungsjurist.

## Leben
Hübner nahm von September 1914 bis zur Novemberrevolution am Ersten Weltkrieg teil. Er war bis November 1917 bei der Artillerietruppe und dann bei den Luftstreitkräften. Er wurde Flugzeugführer und Leutnant. 1919 bestand er an der Oberrealschule Görlitz das Abitur. Anschließend immatrikulierte er sich an der Schlesischen Friedrich-Wilhelms-Universität Breslau für Rechts- und Staatswissenschaften. Vom Wintersemester 1919 bis zu Wintersemester 1920 war er im Corps Marcomannia aktiv (xx). Als Inaktiver wechselte er an die Universität Rostock, die ihn 1923 zum Dr. rer. pol. promovierte. Anschließend war er Mitinhaber der väterlichen Glashütte in Triebel, Niederlausitz. Er schied 1926 aus, um sich an einer Autohandlung in Schwerin zu beteiligen. Er verließ sie in der Weltwirtschaftskrise und ging in die Verwaltung. Nach einer informatorischen Tätigkeit bei der Stadtverwaltung Stettins (1929) war er von 1930 bis August 1933 Abteilungsleiter bei der Berufsgenossenschaft der Feinmechanik und Elektrotechnik in Berlin, ab 1932 im Beamtenverhältnis. Im September 1933 wurde er kommissarisch, am 1. Mai 1934 endgültig zum Landrat im Landkreis Reichenbach (Eulengebirge) ernannt. Er machte zwischen 1935 und 1938 mehrere Wehrübungen bei der Luftwaffe und wurde zum Hauptmann befördert. Bei Beginn des Überfalls auf Polen wurde er von der Regierung in Breslau reklamiert; denn wegen einer Achillessehnenruptur war er nicht voll einsatzfähig. In den Heilanstalten Hohenlychen wurde er zweimal operiert. Landrat in Reichenbach im Eulengebirge blieb er über die ganze Zeit des Nationalsozialismus.
Im Februar 1945 ausgebombt, gingen seine Frau und seine Tochter nach Sachsen. Als die Rote Armee Reichenbach besetzte, versuchten er und sein Sohn sich nach Westen abzusetzen. Russische Panzerspitzen fingen sie in Leitmeritz ab. Beim Versuch nach Pilsen zu gelangen, wurden sie von tschechischen Partisanen festgesetzt. Von Landsern befreit, wurde Hübner bei einem Gefecht mit russischen Truppen leicht verwundet. Als Waffenruhe herrschte, wurde freier Abzug an die Reichsgrenze zugesagt. Nachdem die Waffen abgelegt waren, wurden die Deutschen in Slaný in einer tschechischen Kaserne untergebracht und versorgt. Nach einer Nacht in unbewachten Gruppen von 200–300 Mann nach Brüx in Marsch gesetzt, gelangten Vater und Sohn auf Nebenwegen zwischen Brüx und Komotau über das Erzgebirge nach Sachsen. An der Autobahn hinter Chemnitz erreichten sie US-amerikanisches Gebiet. Sie wurden im Lager Altenburg festgesetzt und im Juni 1945 entlassen. In Westfalen kam die Familie wieder zusammen. Ende 1945 fand Hübner in Ennigerloh eine Anstellung bei der Anneliese Zementwerke AG, zuletzt als Einkaufsleiter.